# ヴィケルスンジャンプ競技場
ヴィケルスンジャンプ競技場はノルウェー、モダムのヴィケルスン地区に位置する北欧で唯一のスキーフライングジャンプ競技場である。2011年に改築され世界最大のスキージャンプ台となった。周辺にはほかに大小6基のジャンプ台がありスキージャンプコンプレックスを形成している。

## 歴史

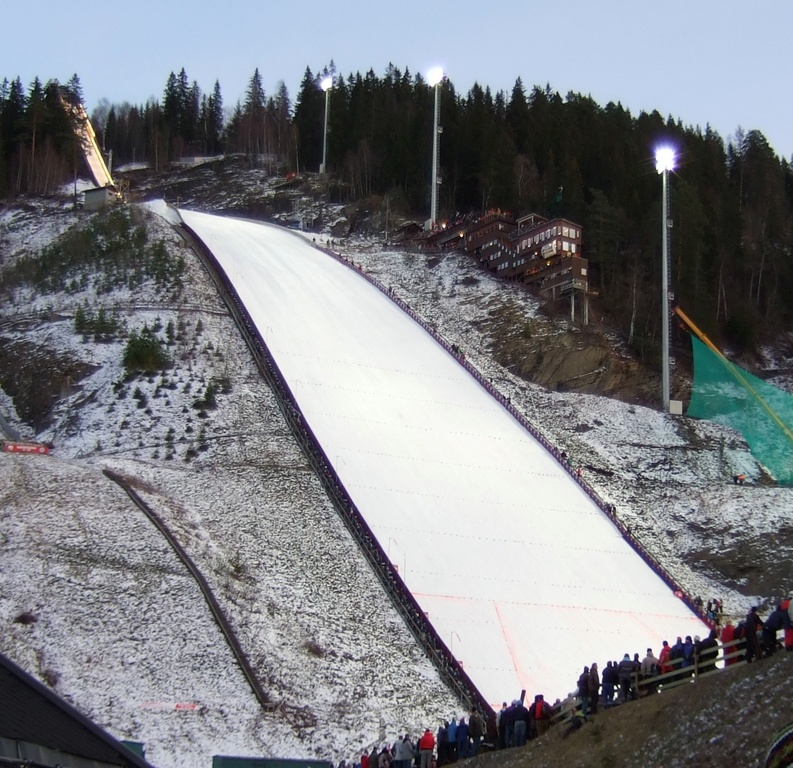
2007年当時のヴィケルスンジャンプ競技場

当地では1894年にVikersund SKが設立され、スキージャンプが始められた。このクラブは1930年代までは周辺の6か所のジャンプ台を使用していた。クラブは優秀な選手を育成し、新しい優れたジャンプ台を建設する機運が高まっていた。1935年3月19日にGustav N. Hovdeを委員長とし新ジャンプ台建設委員会が立ち上げられた。
ドランメン川の対岸Heggen地区に適地があったが土地購入交渉がうまくいかず、少し離れたHeggen教会南側の斜面に建設することが決まった。土地を購入した後、建設は1935年の後半に始まった。設計はThunold Hansenによる。建設費は6,290ノルウェークローネでうち1,000クローネは借入、残りは民間からの寄付により賄われた。最高点は標高425m、最下部は標高130m、インランは全長115m・標高差46mであった。
1936年1月29日に完成披露が行われBirger Henriksenが50mの飛び初めを行った。この日の最長はライダル・アンデシェンの86mであった。
1936年2月25日に初の大会が5000人の観衆を集めて行われ、ヒルマル・ミーラが85mを飛んで優勝した。
1955年から1956年にかけて改修され100mジャンプが可能となった。しかしこの台はまだフライングの台とみなすには小さいものであった。1964年に、クラブはOttar Grøtterudによってジャンプ台拡大検討委員会を発足させた。建設費は445,000クローネ、このうちモダム自治体から75,000クローネの助成と150,000クローネの融資、募金により20,000クローネ、クラブ、ブスケルー県の自治体、企業から80,000クローネ、建設基金から100,000クローネなどが当てられた。
建設はEntreprenør Gunnar Sterkebyeによって行われ、新しいインランは高さ23mの塔となり、70m離れた地点に新しいジャッジタワーが建設された。20万立方メートルに及ぶ土工事を伴い、1966年3月13日にオープンした。
1977年のスキーフライング世界選手権を前に小規模な改修が行われた。1990年のスキーフライング世界選手権に向けて再度改修が行われK=175mとなった。また、隣接してK=90mのノーマルヒルが建設された。
2000年のスキーフライング世界選手権に向けて改修が行われ、K点は185mとなった。
2012年のスキーフライング世界選手権に向けてまたしても大規模な改修が行われることになった。プラニツァのレタウニツァ・ブラトウ・ゴリシェクよりも大きなK=195m、HS225mのジャンプ台がヤネス・ゴリシェクとその息子セバスチャンの設計により建設された。風の影響を防ぐために以前より掘り下げ、また中心軸を南側に移動させた。2010年に古いジャンプ台の解体が始まり、2011年2月のワールドカップでこけら落としとなった。
2011年2月11日の公式練習でヨハン・レメン・エベンセンが243mを記録、さらに予選ラウンドで246.5mの最長記録を樹立した。翌日の本選ではグレゴア・シュリーレンツァウアーが243.5mを記録した。
好条件で助走スピードを抑えるために当初の第一ゲートより下に5つゲートが追加された。
2015年2月14日にはペテル・プレヴツが2本目にスキージャンプ史上初となる250mを記録、翌15日にはアンデシュ・ファンネメルが251.5mと記録を更新した。

## ジャンプ台の概要
- ヴィケルスンジャンプ競技場　K=200・HS=240
  - インラン（助走路）長：134m
  - インラン（助走路）傾斜：36°
  - 設計踏切速度：28.5 m/s(102.6 km/h)
  - カンテ高さ：2.42m
  - カンテ傾斜：10.8°
  - ヒルサイズ：240m
  - K点：200m
  - カンテからK点までの垂直距離h：100.68m
  - カンテからK点までの水平距離n：167m
  - 滑空比h/n：0.603
  - K点における傾斜：35°
  - アウトラン長：164m

併設ジャンプ台
- K=105・HS=117
- K=65
- K=45
- K=25
- K=15
- K=10

## 優勝者一覧

### スキーフライング世界選手権
| 年     | 金 | 銀 | 銅                                                                                           |
| ------ | --- | --- | -------------------------------------------------------------------------------------------- |
| 1977年 | ヴァルター・シュタイナー スイス                                                                                              | アントン・インナウアー · オーストリア                                                                  | ヘンリー・グラス 東ドイツ                                                                    |
| 1990年 | ディーター・トーマ 西ドイツ                                                                                                  | マッチ・ニッカネン · フィンランド                                                                      | イェンス・バイスフロク 東ドイツ                                                              |
| 2000年 | スヴェン・ハンナバルト ドイツ                                                                                                | アンドレアス・ビドヘルツル · オーストリア                                                              | ヤンネ・アホネン · フィンランド                                                              |
| 2012年 | ロベルト・クラニエッツ スロベニア                                                                                            | ルネ・ヴェルタ · ノルウェー                                                                            | マルティン・コッホ · オーストリア                                                            |
| 2012年 | オーストリア · トーマス・モルゲンシュテルン · アンドレアス・コフラー · グレゴア・シュリーレンツァウアー · マルティン・コッホ | ドイツ アンドレアス・ヴァンク リヒャルト・フライターク マクシミリアン・メヒラー ゼヴェリン・フロイント | スロベニア イェルネイ・ダミヤン ユーリ・テペシュ ユレ・シンコヴェッチ ロベルト・クラニエッツ |

### ワールドカップ
FIS公式サイト/スキージャンプ参照
| 年月日    | 1位 | 2位                                                                                      | 3位 |
| --------- | --- | ---------------------------------------------------------------------------------------- | --- |
| 1980.3.2  | ペール・ベルゲルード · ノルウェー                                                                                              | スタニスワフ・ボバク ポーランド                                                          | ヤン・タンチョス チェコスロバキア                                                                                            |
| 1983.2.18 | マッチ・ニッカネン · フィンランド                                                                                              | パベル・プロッツ チェコスロバキア                                                        | ハンス・ヴァルナー · オーストリア                                                                                            |
| 1983.2.19 | マッチ・ニッカネン · フィンランド                                                                                              | ホースト・ビューロー カナダ                                                              | トゥオモ・ユリプリ · フィンランド                                                                                            |
| 1983.2.20 | マッチ・ニッカネン · フィンランド                                                                                              | オーラヴ・ハンソン · ノルウェー                                                          | パベル・プロッツ チェコスロバキア                                                                                            |
| 1986.2.15 | アンドレアス・フェルダー · オーストリア                                                                                        | マッチ・ニッカネン · フィンランド                                                        | ピオトル・フィヤス ポーランド                                                                                                |
| 1986.2.16 | アンドレアス・フェルダー · オーストリア                                                                                        | エルンスト・フェットーリ · オーストリア                                                  | マッチ・ニッカネン · フィンランド                                                                                            |
| 1995.2.18 | アンドレアス・ゴルトベルガー · オーストリア                                                                                    | 岡部孝信 日本                                                                            | ラッセ・オッテセン · ノルウェー                                                                                              |
| 1995.2.19 | アンドレアス・ゴルトベルガー · オーストリア                                                                                    | 岡部孝信 日本                                                                            | ロベルト・チェコン イタリア                                                                                                  |
| 1998.3.1  | アンドレアス・ビドヘルツル · オーストリア                                                                                      | スヴェン・ハンナバルト ドイツ                                                            | 東輝 日本 |
| 1998.3.1  | 岡部孝信 日本 | 斉藤浩哉 日本                                                                            | 葛西紀明 日本 |
| 2007.1.17 | アンデシュ・ヤコブセン · ノルウェー                                                                                            | トーマス・モルゲンシュテルン · オーストリア                                              | マッチ・ハウタマキ · フィンランド                                                                                            |
| 2009.3.14 | オーストリア · マルティン・コッホ · ウォルフガング・ロイツル · トーマス・モルゲンシュテルン · グレゴア・シュリーレンツァウアー | フィンランド · マッチ・ハウタマキ · カッレ・ケイツリ · ヴィレ・ラリント · ハッリ・オッリ | ノルウェー · ヨハン・レメン・エベンセン · ビヨーン・アイナール・ローモーレン · アンデシュ・バーダル · アンデシュ・ヤコブセン |
| 2009.3.15 | グレゴア・シュリーレンツァウアー · オーストリア                                                                                | シモン・アマン スイス                                                                    | ディミトリ・ヴァシリエフ ロシア                                                                                              |
| 2011.2.12 | グレゴア・シュリーレンツァウアー · オーストリア · ヨハン・レメン・エベンセン · ノルウェー                                      |                                                                                          | シモン・アマン スイス |
| 2011.2.13 | グレゴア・シュリーレンツァウアー · オーストリア                                                                                | ヨハン・レメン・エベンセン · ノルウェー                                                  | アダム・マリシュ ポーランド                                                                                                  |
| 2015.2.14 | ペテル・プレヴツ スロベニア | アンデシュ・ファンネメル · ノルウェー                                                    | 葛西紀明 日本 |
| 2015.2.15 | ゼヴェリン・フロイント ドイツ                                                                                                  | アンデシュ・ファンネメル · ノルウェー                                                    | ヨハン・アンドレ・フォルファング · ノルウェー                                                                                |

### コンチネンタルカップ
| 年月日   | 1位                                   | 2位                                       | 3位                                       |
| -------- | ------------------------------------- | ----------------------------------------- | ----------------------------------------- |
| 2004.3.6 | ローランド・ミューラー · オーストリア | オーラヴ・マグネ・ドンネム · ノルウェー   | バルタザール・シュナイダー · オーストリア |
| 2004.3.7 | ローランド・ミューラー · オーストリア | バルタザール・シュナイダー · オーストリア | マルティン・コッホ · オーストリア         |

## バッケンレコード

### 公式記録
| 年月日                        | 氏名                                        | 記録    | 備考 |
| ----------------------------- | ------------------------------------------- | ------- | ---- |
| 1936.2.25                     | ヒルマル・ミーラ ノルウェー                 | 85.0 m  |      |
| 1946                          | アルノル・コングスゴール ノルウェー         | 87.5 m  |      |
| 1948                          | アルノル・コングスゴール ノルウェー         | 88.5 m  |      |
| 1951                          | アルネ・ホール ノルウェー                   | 98.0 m  |      |
| 1957                          | アルネ・ホール ノルウェー                   | 100.5 m |      |
| 1958                          | アスビョルン・オスネス ノルウェー           | 108.5 m |      |
| 1960                          | パーヴォ・ルッカリニエミ フィンランド       | 116.5 m |      |
| 1966年フライングヒル開場      |                                             |         |      |
| 1966                          | ビョルン・ヴィルコラ ノルウェー             | 145.0 m |      |
| 1966.3.14                     | ビョルン・ヴィルコラ ノルウェー             | 146.0 m |      |
| 1967.3.12                     | ラインホルト・バハラー オーストリア         | 154.0 m |      |
| 1977.2.20                     | フランチシェック・ノヴァク チェコスロバキア | 157.0 m |      |
| 1986.2.15                     | ピオトル・フィヤス ポーランド               | 163.0 m |      |
| 1989-1990年K=175に改修        |                                             |         |      |
| 1990.2.25                     | マッチ・ニッカネン フィンランド             | 171.0 m |      |
| 1990.2.25                     | ディーター・トーマ ドイツ                   | 171.0 m |      |
| 1995.2.18                     | ラッセ・オッテセン ノルウェー               | 175.0 m |      |
| 1995.2.18                     | アンドレアス・ゴルトベルガー オーストリア   | 179.0 m |      |
| 1995.2.19                     | ヤンネ・アホネン フィンランド               | 187.0 m |      |
| 1995.2.19                     | アンドレアス・ゴルトベルガー オーストリア   | 188.0 m |      |
| 1998.3.1                      | 岡部孝信 日本                               | 194.0 m |      |
| 1999-2000年K=185に改修        |                                             |         |      |
| 2000.2.11                     | アンドレアス・ゴルトベルガー オーストリア   | 207.0 m |      |
| 2007.1.12                     | ミヒャエル・ウアマン ドイツ                 | 214.5 m |      |
| 2009.3.14                     | マルティン・コッホ オーストリア             | 216.5 m |      |
| 2009.3.14                     | ハッリ・オッリ フィンランド                 | 219.0 m |      |
| 2010-2011年K=195・HS225に改修 |                                             |         |      |
| 2011.2.11                     | 伊東大貴 日本                               | 220.0 m |      |
| 2011.2.11                     | ヨハン・レメン・エベンセン ノルウェー       | 243.0 m |      |
| 2011.2.11                     | ヨハン・レメン・エベンセン ノルウェー       | 246.5 m |      |
| 2014-2015年K=200・HS225に改修 |                                             |         |      |
| 2015.2.14                     | ペテル・プレヴツ スロベニア                 | 250.0 m |      |
| 2015.2.15                     | アンデシュ・ファンネメル ノルウェー         | 251.5 m |      |
| 2017.3.18                     | ロベルト・ヨハンソン ノルウェー             | 252.0 m |      |
| 2017.3.18                     | シュテファン・クラフト オーストリア         | 253.5 m |      |

### 非公式記録
| 年月日                        | 氏名                                          | 記録    | 備考                 |
| ----------------------------- | --------------------------------------------- | ------- | -------------------- |
| 2000.2.5                      | トム・オーゲ・オールネス ノルウェー           | 204.0 m | テストジャンプ       |
| 2000.2.9                      | テリエ・ニーフス ノルウェー                   | 211.0 m | フォージャンパー     |
| 2000.2.13                     | スヴェン・ハンナバルト ドイツ                 | 214.5 m | 転倒                 |
| 2004.3.4                      | ヨスタイン・スメビー ノルウェー               | 211.0 m | コンチネンタルカップ |
| 2004.3.4                      | キム＝ロアル・ハンセン ノルウェー             | 212.0 m | コンチネンタルカップ |
| 2004.3.6                      | オーラヴ・マグネ・ドンネム ノルウェー         | 214.0 m | コンチネンタルカップ |
| 2004.3.6                      | ローランド・ミューラー オーストリア           | 219.0 m | コンチネンタルカップ |
| 2007.1.12                     | マルティン・コッホ オーストリア               | 220.5 m | 転倒                 |
| 2009.3.12                     | ビョルゲ・ゲライン・ブリケン ノルウェー       | 220.5 m | フォージャンパー     |
| 2009.3.14                     | グレゴア・シュリーレンツァウアー オーストリア | 224.0 m | 転倒                 |
| 2010-2011年K=195・HS225に改修 |                                               |         |                      |
| 2011.2.10                     | アンデシュ・ヴィルベリ ノルウェー             | 220.5 m | テスト               |
| 2015.2.15                     | ディミトリ・ヴァシリエフ ロシア               | 254.0 m | 転倒                 |

### 女子
| 年月日 | 氏名                          | 記録    | 備考 |
| ------ | ----------------------------- | ------- | ---- |
| 2004   | アネッテ・サーゲン ノルウェー | 174.5 m |      |